# A Marronda
A Marronda este o arie protejată (arie specială de conservare — SAC, sit de importanță comunitară — SCI) din Spania întinsă pe o suprafață de 1.239,06 ha, integral pe uscat.

## Localizare
Centrul sitului A Marronda este situat la coordonatele 43°06′09″N 7°12′57″W / 43.1024°N 7.2157°V.

## Înființare
Situl A Marronda a fost declarat sit de importanță comunitară în februarie 1999 pentru a proteja 1 specie de plante și 28 de specii de animale. Situl a fost protejat și ca arie specială de conservare în martie 2014.

## Biodiversitate
Situată în ecoregiunea atlantică, aria protejată conține 17 habitate naturale: Păduri pe pante, grohotișuri și ravene de Tilio-Acerion, Mlaștini turboase de tranziție și turbării mișcătoare, Pajiști uscate europene, Pseudostepă cu ierburi și specii anuale de Thero-Brachypodietea, Păduri aluvionare cu Alnus glutinosa și Fraxinus excelsior (Alno-Padion, Alnion incanae, Salicion albae), Liziere de ierburi înalte hidrofile de câmpie și de nivel montan până la alpin, Pajiști umede atlantice temperate cu Erica ciliaris și Erica tetralix, Roci stâncoase cu vegetație pionieră de Sedo-Scleranthion sau Sedo albi-Veronicion dillenii, Păduri de fag acidofile atlantice, cu subarboret de Ilex și, uneori, de asemenea, Taxus, la nivelul arbuștilor (Quercion robori-petraeae sau Ilici-Fagenion), Fânețe de joasă altitudine (Alopecurus pratensis, Sanguisorba officinalis), Grohotișuri termofile și vest-mediteraneene, Pajiști cu Molinia pe soluri calcaroase, turboase sau argilos-nămoloase (Molinion caeruleae), Păduri de stejar galițio-portugheze cu Quercus robur și Quercus pyrenaica, Pante stâncoase silicioase cu vegetație casmofită, Cursuri de apă de la nivel de câmpie la nivel montan, cu vegetație Ranunculion fluitantis și Callitricho-Batrachion, Turbării active, Păduri de Castanea sativa.
La baza desemnării sitului se află mai multe specii protejate:
- plante (1): Narcissus cyclamineus
- păsări (15): uliu porumbar (Accipiter gentilis), pescăruș albastru (Alcedo atthis), caprimulg (Caprimulgus europaeus), șerpar (Circaetus gallicus), erete vânăt (Circus cyaneus), erete cenușiu (Circus pygargus), prepeliță (Coturnix coturnix), șoimul rândunelelor (Falco subbuteo), vânturel roșu (Falco tinnunculus), sfrâncioc roșiatic (Lanius collurio), ciocârlie de pădure (Lullula arborea), viespar (Pernis apivorus), mugurarul (Pyrrhula pyrrhula), turturică (Streptopelia turtur), silvie de tufiș (Sylvia undata)
- amfibieni (2): Chioglossa lusitanica, Discoglossus galganoi
- mamifere (6): Galemys pyrenaicus, vidră de râu (Lutra lutra), liliac cărămiziu (Myotis emarginatus), liliac comun (Myotis myotis), liliacul mare cu potcoavă (Rhinolophus ferrumequinum), liliacul mic cu potcoavă (Rhinolophus hipposideros)
- nevertebrate (3): Elona quimperiana, Geomalacus maculosus, rădașcă (Lucanus cervus)
- reptile (2): Iberolacerta monticola, Lacerta schreiberi

Pe lângă speciile protejate, pe teritoriul sitului au mai fost identificate 3 specii de păsări, 2 specii de amfibieni, 4 specii de mamifere, 1 specie de reptile.